# Duga Gora
Duga Gora – wieś w Chorwacji, w żupanii karlowackiej, w gminie Generalski Stol. W 2011 roku liczyła 61 mieszkańców.